# إنديانابوليس 500 سنة 1911
سباق انديانا بوليس -500 ميل 1911 أقيم في إنديانابوليس أوتوستراد في 30 مايو 1911 وفاز في السباق راي هارون من فريق مارمان موتور بمتوسط سرعة 74.602 ميل/س (120.060 كم/س).
وكان أول المنطلقين لويس سترنغ بسرعة .